# Villaflores (Salamanca)
Villaflores ist eine kleine westspanische Gemeinde (municipio) in der Provinz Salamanca in der Autonomen Gemeinschaft Kastilien-León. 2024 hatte die Gemeinde 260 Einwohner. Neben dem Hauptort Villaflores gehören noch die Wüstungen Mazores Nuevo, Mazores Viejo und Morquera zur Gemeinde.

## Geographie
Villaflores befindet sich etwa 36 Kilometer ostnordöstlich vom Stadtzentrum der Provinzhauptstadt Salamanca in einer Höhe von ca. 800 m. 

## Bevölkerungsentwicklung
| Jahr      | 1900 | 1920 | 1950 | 1970 | 1981 | 1991 | 2001 | 2011 | 2021 |
| Einwohner | 764  | 679  | 925  | 759  | 553  | 550  | 436  | 321  | 260  |

## Sehenswürdigkeiten
- Martinskirche (Iglesia de San Martín)

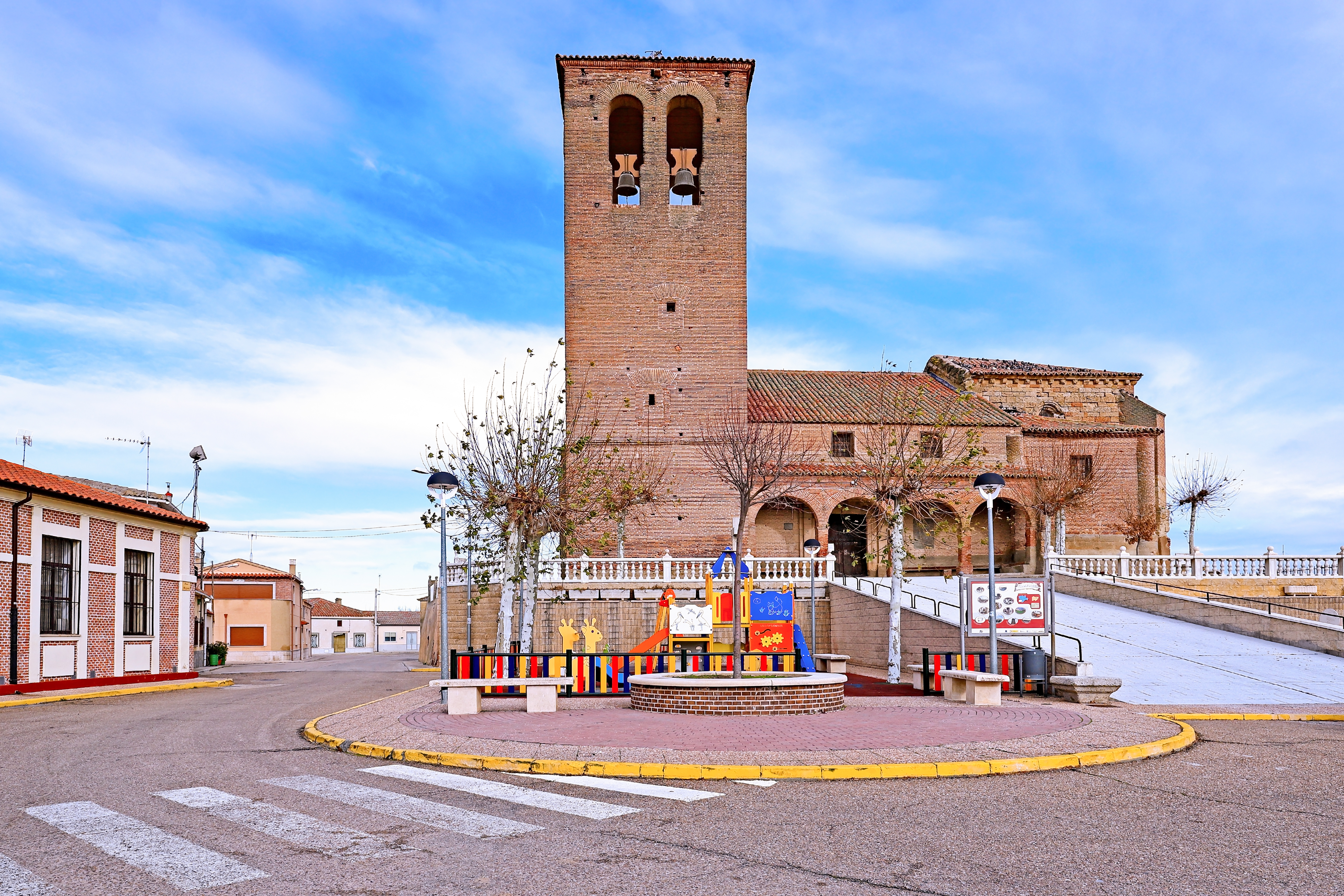
Martinskirche

## Persönlichkeiten
- Ramón Ruiz Alonso (1903–1978), (ultrarechter) Politiker